# Spilosoma transiens
Spilosoma transiens là một loài bướm đêm thuộc phân họ Arctiinae, họ Erebidae.